# Bob Crosby
George Robert Crosby zvaný Bob Crosby (23. srpna 1913, Spokane, Washington, USA – 9. března 1993 La Jolla, Kalifornie) byl americký jazzový zpěvák, bavič a kapelník. Známý byl jako vedoucí skupiny Bob-Cats, která vznikla kolem roku 1935 a byl to jazzový oktet ve stylu New Orleans Dixieland. 
Bob byl mladším bratrem známého zpěváka a herce Binga Crosbyho. V televizi Bob Crosby hostoval v pořadech Gisele MacKenzie Show a The Jack Benny Program. Také měl svoji vlastní odpolední televizní estrádu na CBS, zvanou The Bob Crosby Show, kterou tvořil od roku 1953 do roku 1957. Bob Crosby získal 8. února 1960 dvě hvězdy na hollywoodském chodníku slávy, a to za televizi (6252 Hollywood Boulevard) a rozhlas (6313 Hollywood Boulevard).